# Белоусов, Никита Леонидович
Ники́та Леони́дович Белоу́сов (род. 26 февраля 2002, Туймазы, Башкортостан) — российский футболист, полузащитник.

## Клубная карьера
Начал заниматься футболом в шесть лет в клубе «Спартак» из его родного города Туймазы. В 2016 году перебарался в школу «Уфы». С 2018 года стал выступать за молодёжный состав, где по ходу сезона получил капитанскую повязку. 9 апреля 2019 года дебютировал в первенстве ПФЛ за «Уфу-2» в матче с «Уралом-2», выйдя на замену на 76-й минуте.
В июле 2020 года впервые попал в заявку «Уфы» на матч чемпионата России с московским «Динамо». 22 июля провёл первую игру в составе главной команды. Во встрече с тульским «Арсеналом» Белоусов вышел на поле в стартовом составе. 16 июня 2021 был отдан в годичную аренду в «Шинник». 16 августа по соглашению сторон Белоусов вернулся в «Уфу». За ярославцев сыграл всего одну игру.

## Личная жизнь
Отец Леонид Белоусов в прошлом также футболист, выступал на позиции полузащитника за команды второго дивизиона.

## Статистика выступлений

### Клубная статистика
| Выступление         | Выступление         | Выступление      | Лига | Лига | Кубки | Кубки | Конт. кубки | Конт. кубки | Итого | Итого |
| Клуб                | Лига                | Сезон            | Игры | Голы | Игры  | Голы  | Игры        | Голы        | Игры  | Голы  |
| ------------------- | ------------------- | ---------------- | ---- | ---- | ----- | ----- | ----------- | ----------- | ----- | ----- |
| Уфа                 | Премьер-лига        | 2019/20          | 1    | 0    | 0     | 0     | —           | —           | 1     | 0     |
| Уфа                 | Премьер-лига        | 2020/21          | 2    | 0    | 0     | 0     | —           | —           | 2     | 0     |
| Уфа                 | Итого               | Итого            | 3    | 0    | 0     | 0     | —           | —           | 3     | 0     |
| → Уфа-2             | ПФЛ                 | 2018/19          | 2    | 0    | —     | —     | —           | —           | 2     | 0     |
| → Уфа-2             | ПФЛ                 | 2019/20          | 13   | 0    | —     | —     | —           | —           | 13    | 0     |
| → Уфа-2             | Итого               | Итого            | 15   | 0    | —     | —     | —           | —           | 15    | 0     |
| → Шинник            | Второй дивизион ФНЛ | 2021/22          | 1    | 0    | 0     | 0     | —           | —           | 1     | 0     |
| → Шинник            | Итого               | Итого            | 1    | 0    | 0     | 0     | —           | —           | 1     | 0     |
| → Спартак (Туймазы) | Второй дивизион ФНЛ | 2021/22          | 12   | 0    | —     | —     | —           | —           | 12    | 0     |
| → Спартак (Туймазы) | Итого               | Итого            | 12   | 0    | —     | —     | —           | —           | 12    | 0     |
| Всего за карьеру    | Всего за карьеру    | Всего за карьеру | 31   | 0    | 0     | 0     | —           | —           | 31    | 0     |